# Příšov
Příšov är en ort i Tjeckien.   Den ligger i regionen Plzeň, i den västra delen av landet, 90 km väster om huvudstaden Prag. Příšov ligger 381 meter över havet och antalet invånare är 236.
Terrängen runt Příšov är lite kuperad. Runt Příšov är det mycket tätbefolkat, med 1 266 invånare per kvadratkilometer. Närmaste större samhälle är Plzeň, 8,9 km sydost om Příšov. Trakten runt Příšov består till största delen av jordbruksmark.